# CCG 5901
Le CCG 5901 est un patrouilleur de classe Zhaotou de la Garde côtière chinoise. Le navire a été surnommé le « Monstre » en raison de sa taille par rapport aux autres navires de la garde côtière.

## Conception
Le CCG 5901 mesure 164,89 mètres de long et a un déplacement de 12000 tonnes. Il fait trois fois la taille des garde-côtes de la United States Coast Guard. Il est également plus grand que tous les navires de la Garde côtière (à l’exception notable des brise-glaces des États-Unis) et surpasse certains destroyers de la marine des États-Unis. Sa taille a valu au navire le surnom de « Monstre ». Il dispose d’une hélisurface et d’un hangar. Le CCG 5901 a une vitesse de 25 nœuds (46 km/h).

## Déploiement
Le CCG 5901 est généralement déployé en mer de Chine méridionale pour faire respecter les revendications de souveraineté de la Chine sur la mer contestée et ses îles. Le navire a été déployé près du récif de Scarborough et du banc Second Thomas, ainsi que de l’île Thitu, contrôlée par les Philippines.
De décembre 2022 à janvier 2023, le CCG 5901 a séjourné dans des parties de la mer rebaptisées par l’Indonésie en mer de Natuna du Nord. La zone est revendiquée par l’Indonésie dans le cadre de sa zone économique exclusive (ZEE),.
La Chine a insisté sur le fait que ses opérations dans la zone contestée faisaient partie de ses opérations légitimes de maintien de l’ordre. Les Philippines, un autre pays revendiquant la zone, affirment que le CCG 5901 se livre à des actes d’intimidation et que sa présence constitue une violation de sa propre ZEE,.